# Mount Edith Cavell
Mount Edith Cavell är ett berg i Kanada.   Det ligger i provinsen Alberta, i den centrala delen av landet, 3 100 km väster om huvudstaden Ottawa. Toppen på Mount Edith Cavell är 3 363 meter över havet. Mount Edith Cavell ingår i The Ramparts.
Terrängen runt Mount Edith Cavell är bergig österut, men västerut är den kuperad. Trakten runt Mount Edith Cavell är nära nog obefolkad, med mindre än två invånare per kvadratkilometer.. Det finns inga samhällen i närheten. 
Trakten runt Mount Edith Cavell består i huvudsak av gräsmarker.